# Envolti
Envolti é uma empresa brasileira de tecnologia da informação, com sede em Blumenau, Santa Catarina. A companhia atua no desenvolvimento de soluções sob medida, serviços de sustentação de sistemas, automação de processos e alocação de profissionais de TI, atendendo médias e grandes empresas no Brasil e em países da América Latina.

## História
Atuando desde 2012, em 2020, a empresa inaugurou nova sede em Blumenau, no Centro Empresarial Dudalina, reforçando a capacidade de crescimento.  
Em 2023, anunciou a abertura de operação no México, como parte da expansão latino-americana.  
Em 2024, veículos locais noticiaram investimento de aproximadamente R$ 6,5 milhões para uma nova sede, com previsão de crescimento de 40% no ano seguinte.

## Atuação
A cobertura da imprensa descreve a atuação em projetos de desenvolvimento sob medida, automação de processos (RPA), alocação de profissionais, suporte/AMS e qualidade de software. Em reportagens sobre expansão física e operacional, veículos destacam equipe superior a cem profissionais e carteira em expansão.

## Afiliações
- A Envolti é associada ao Blusoft — Polo Tecnológico de Blumenau.[9]